# 色恋営業
色恋営業（いろこいえいぎょう）とは、相手の恋愛感情に乗じて、自身に従わないと関係が破綻することを示唆して、金銭を使わせる手法。
水商売業界では金銭搾取に狙う層が富裕層ではなくなってきたことで、金銭を無理に使わせたことによる風俗落とし、結婚詐欺トラブルや殺傷事件など関係者間だけで収まらず、貢ぐ金銭を得るために詐欺や強盗など第三者へ被害者を生む凶悪犯罪を起こす動機となることが問題になっている。色営、色恋詐欺とも言われる。2023年12月に消費者庁が、色恋営業を用いた契約は取り消せるとする見解を発表したことで色恋営業の多い水商売業界への波紋を呼んだ。

## 諸問題・法的規制
日本ではホストや頂き女子など相手の恋愛感情を悪用し、お金を使ってくれなければ関係が破綻すると思わせて金銭を使わせる推しビジネスがトラブルの元となっている。過去にホストに貢いでいたが抜け出せた女性は、抜け出しづらい沼であるために色恋営業は用いられているとし、「色恋営業ほど厄介なものはない。」と語っている。タレントのフィフィは色恋営業を批判し、色恋営業ビジネスであるホストやキャバクラなどは日本にしかないと述べている。
世界平和統一家庭連合（旧統一教会）の起こしてきた諸問題を受けて、2023年に法人・団体による悪質な金銭搾取については、霊感商法や恋愛感情を悪用した手法などを禁じる高額寄付被害救済・防止法が施行されたが、疑似恋愛商法や推しビジネスは新興カルト宗教との共通点が指摘されている。2023年11月までに、ホストへ貢ぐために結婚詐欺やロマンス詐欺を行っていた頂き女子（色恋による金銭搾取に重きを置いた詐欺行為でパパ活の発展形）事件だけでなく、貢いでいた女性によるホスト刺傷事件なども複数起きていた。
翌12月には、消費者庁が「消費者契約法の要件を満たせば、恋愛感情を利用して結んだ契約は取り消せる」とし、色恋営業は「デート商法」であるとの見解を発表した。ホストクラブ、メンズコンセプトカフェやメンズ地下アイドル業界など女性向けだけでなく、キャバクラやコンカフェなど男性向け水商売全体にも関係するなど波紋が広がった。ホストクラブにのめり込んだ女性が、数百万以上のツケ（売掛金）を払うために援助交際・立ちんぼなど売春をしたり、逆に女性に色恋営業をされた男性が貢ぐために横領や詐欺を起こしたり、消費者金融で借金を抱える事態が発生している。様々な諸問題を起こしているホスト・キャバクラ・ガルバ・コンカフェ・ラウンジなど色恋営業ビジネス、「恋愛感情を悪用したお金稼ぎ」全体への規制強化が求める声が出ている。
他にも女性が加害者で、男性が被害者となる恋愛感情詐欺が発生した際には加害者擁護がSNS上で多く投稿されることが問題になっている。「頂き女子」のマニュアルを販売していた女性はホストクラブで使う金銭のために、主にマッチングアプリで出会った相手男性たちから「若い人は体目当てばかりで男性恐怖症になった。あなたは優しそう」「アパレル会社の立ち上げに失敗し、借金が残った」などと嘘で同情を誘い、このロマンス詐欺では、被害額が1.5億円以上に達した。「お金を引き出すための嘘」をつくよう書かれていた色恋詐欺のマニュアル販売もしていた「頂き女子」事件では、加害者擁護・被害者への誹謗中傷など二次加害がSNSに溢れた。トイアンナは総合週刊誌『SPA!』（扶桑社）にて、これらの二次加害へマッチングアプリという「擬似的な恋愛関係が約束された場」以外で「孤独で、趣味がなく、地位が低く、恋愛経験が少なく、借金をしたことがある」という弱者男性のみを標的にした悪質なロマンス詐欺だと批判し、二次加害の例として、北原みのりが加害者の実刑判決に抗議を行い、詐欺行為を正当化したことを挙げている。このような事態が起きるのは、若年女性は中高年男性よりも弱い立場であるというイメージがあるためと指摘した。
2024年5月20日、東京都公安委員会は歌舞伎町にあるホストクラブの元従業員を、売掛金を理由に女性客に売春させた罪で逮捕・起訴した。ホストは 「スカウトマンに紹介してもらってソープランドに行かせるから」「断るならもっとキツい仕事をさせる」と風俗店への出稼ぎをさせていた。この事件を受けて、全国初のホストクラブの営業取消処分が行われた。武見敬三厚労相は「相談体制を強化していく」と考えを示した。
2024年10月には「スカウトバック」の違法化だけでなく、 女性客に売春や性風俗店勤務などを強いる悪質ホストクラブ問題を受けて「恋愛感情に乗じて女性を依存させたりする接客」という色恋営業も法的規制が検討が行われ、2025年5月20日、色恋営業の禁止を盛り込んだ改正風俗営業法が衆議院本会議で可決、成立。同年6月28日に施行。